# Wat ik wil
Wat ik wil was de allereerste single van K3, uitgebracht in 1998. In deze tijd richtte de groep zich nog niet op kinderen. Het lied gaat over een meisje dat ernaar verlangt om een avontuur te beleven met een man die haar 'waanzinnig' maakt en haar 'ontroert en ontvoert'.
Het lied was geen groot succes: het kwam de hitlijsten, in zowel als België als Nederland, niet binnen. Het kwam wel terug op het album Parels (1999).

## Tracklist
1. Wat ik wil (3:38)
2. Wat ik wil (instrumentaal) (3:38)